# Javits Center

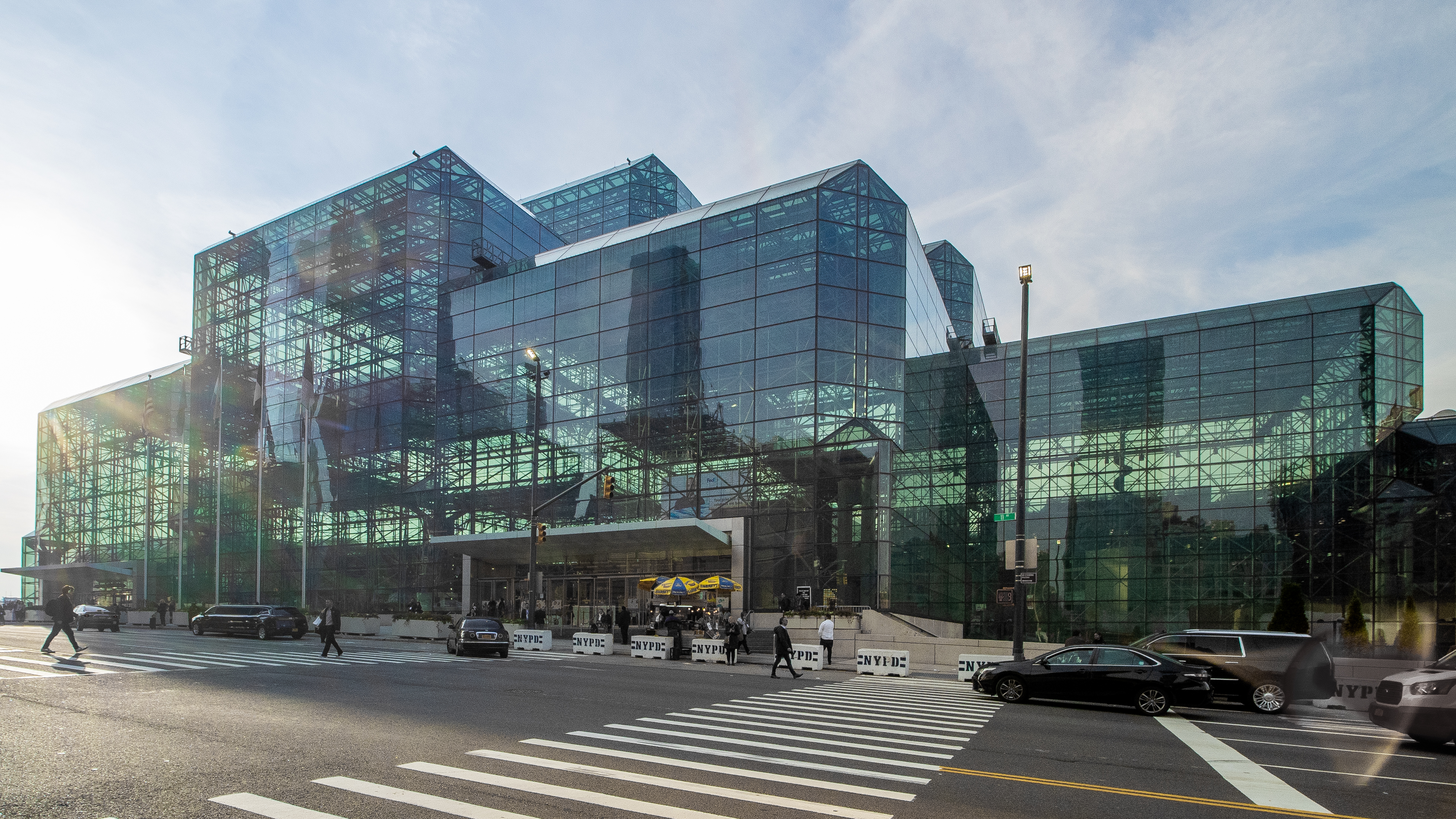
Mittelteil und Haupteingang (2019)

Das Jacob K. Javits Convention Center, kurz und umgangssprachlich Javits Center, ist ein Kongresszentrum in Manhattan in New York City. Mit einer Gesamtfläche von 310.000 m² gilt es als eines der meistbesuchten Veranstaltungsorte in den Vereinigten Staaten.

## Beschreibung

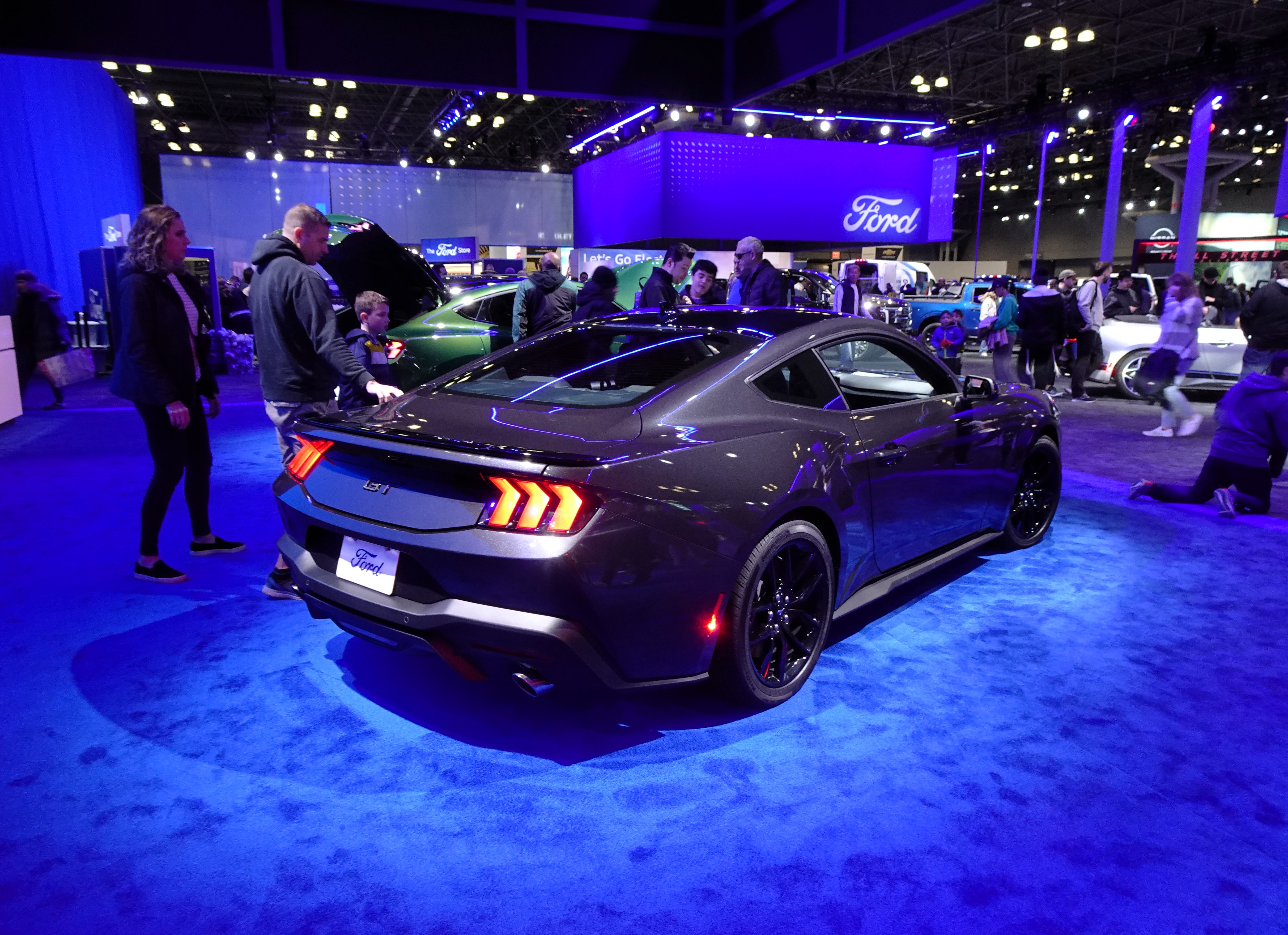
International Auto Show 2024

Das Kongresszentrum befindet sich im Westen von Midtown Manhattan im Stadtteil Hell’s Kitchen direkt am Hudson River. Es wird von der West 34th Street im Süden, der West 40th Street im Norden, der Eleventh Avenue im Osten und der Twelfth Avenue im Westen begrenzt. Südlich der 34th Street liegt der Gebäudekomplex Hudson Yards.
Das Grundstück gehört dem Bundesstaat New York. Es war Teil eines Bahnbetriebsgeländes, das ab den 1850er Jahren von der Hudson River Railroad angelegt wurde und in den 1970er Jahren der Penn Central Transportation gehörte, aus deren Insolvenzmasse es der Bundesstaat kaufte. Der nördliche Teil wurde für das Javits Center verwendet, auf dem südlichen Teil nahm die staatliche Metropolitan Transportation Authority 1987 den Abstellbahnhof West Side Yard in Betrieb.
Das Bauwerk wurde vom Architekten James Ingo Freed von Pei Cobb Freed & Partners entworfen und von 1979 bis 1986 erbaut. Das Javits Center ersetzte das später, im Jahr 2000, abgerissene New York Coliseum am Columbus Circle als wichtigste Kongresseinrichtung der Stadt. Das zu großen Teilen aus einer Raumfachwerkkonstruktion bestehende Center bietet auf 79.000 m² mehrere Ausstellungshallen und weitere 56.000 m² Events- und Konferenzräume sowie Lounges, Restaurants und Cafeterias. Man benannte es nach Senator Jacob K. Javits, der von 1957 bis 1981 den Bundesstaat New York im Senat der Vereinigten Staaten vertrat. Betrieben wird es von der Gesellschaft New York Convention Center Operating Corporation. Die Finanzierungskosten und das Defizit bei den Betriebskosten sollte der Bundesstaat tragen. Die Baukosten wurden aus öffentlichen Anleihen der Triborough Bridge and Tunnel Authority aufgebracht, die das Projekt gemeinsam mit der New York State Urban Development Corporation entwickeln sollte.
Von 2010 bis 2014 fand für 465 Millionen US-Dollar eine umfangreiche Sanierung und Erweiterung um 10.200 m² des ursprünglichen Javits Centers statt. Eine neue Hochleistungs-Vorhangfassade ermöglichte die Einführung von transparenterem Glas, des Weiteren wurden durch neue Systeme die Luftqualität verbessert, Umgebungsgeräusche reduziert und der Energieverbrauch gesenkt. Das Dach des Centers ersetzte man durch ein 27.300 m² großes Gründach. Gouverneur Andrew Cuomo veranlasste für 1,5 Milliarden US-Dollar die Errichtung eines 110.000 m² großen Erweiterungsbaus, der von 2017 bis 2021 an die Nordseite des Gebäudes  angefügt wurde, womit sich die Gesamtfläche auf 310.000 m² vergrößerte. Während der Covid-19-Pandemie diente das Kongresszentrum zunächst als Feldlazarett und anschließend als Covid-Test- und Impfzentrum. Im März 2021 erhielten pro Tag bis zu 14.000 Menschen eine Schutzimpfung. Es ist geplant, auf den Dächern des Centers 3000 Solarmodule zu installieren.

## Veranstaltungen
Im Javits Center werden zahlreiche, meist jährlich stattfindende Großveranstaltungen durchgeführt, Auswahl:
- New York International Auto Show
- New York Comic Con
- Comic book Convention
- Anime NYC
- PetCon
- The Armory Show

## Ansichten

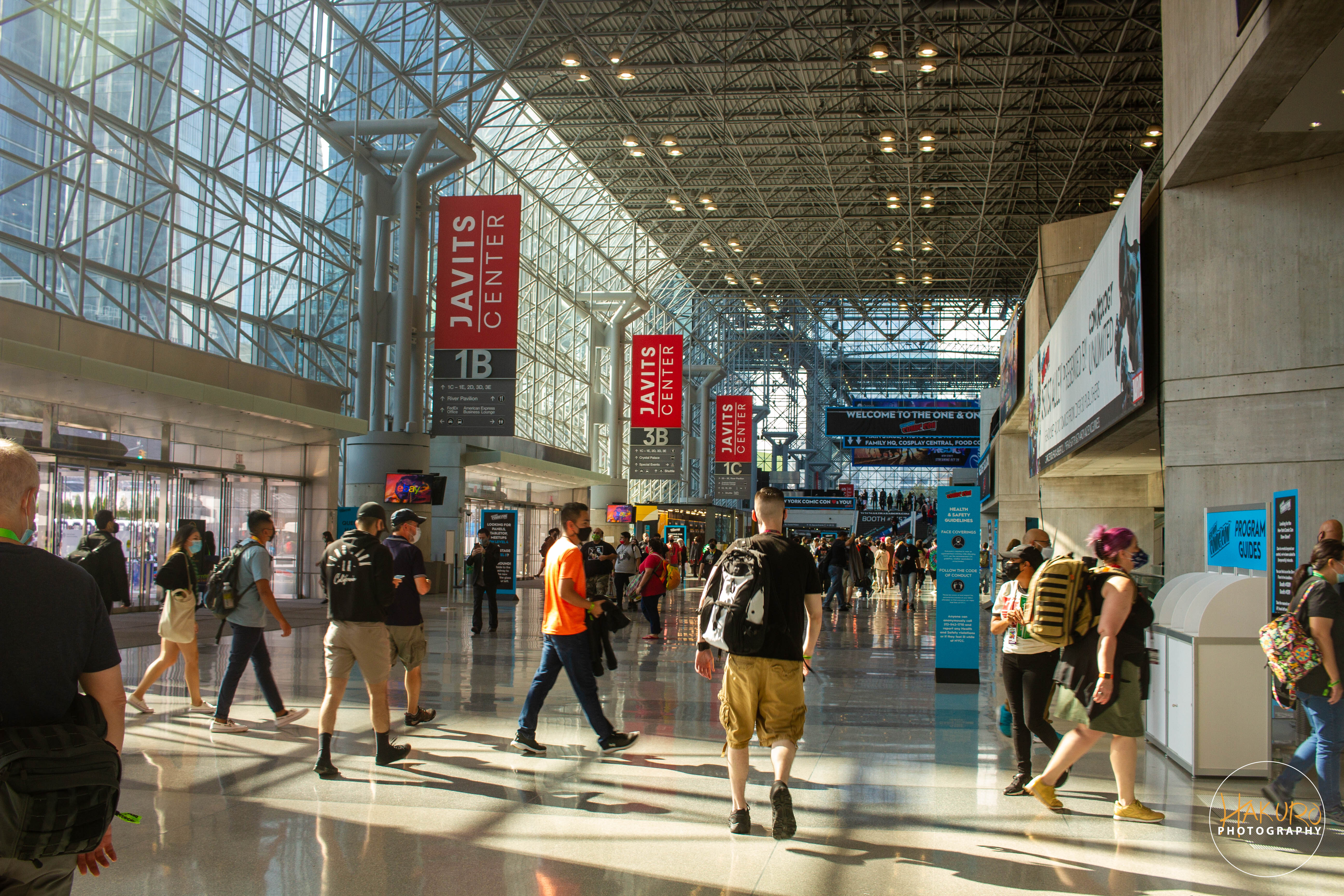
Vorhalle
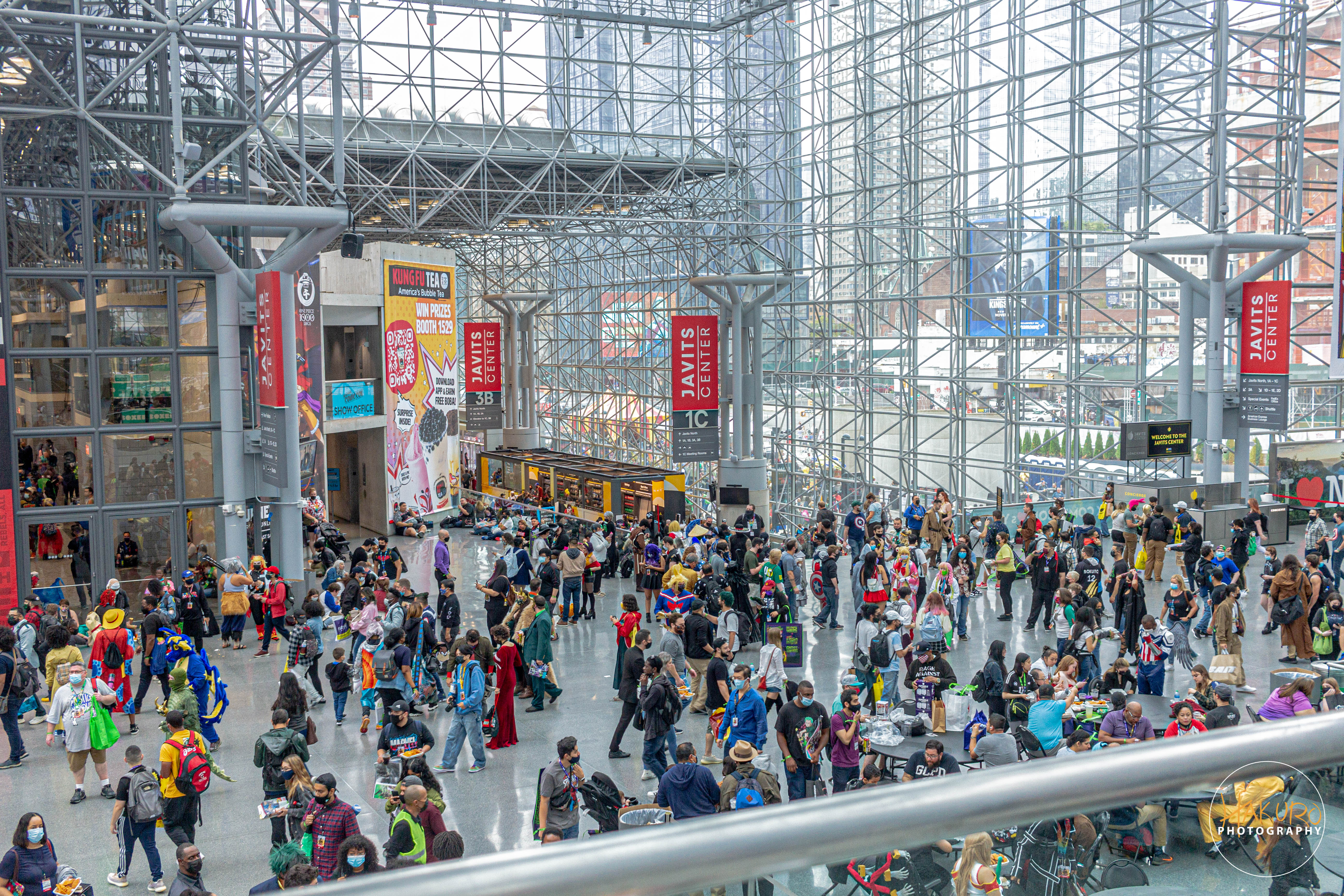
New York Comic Con 2021
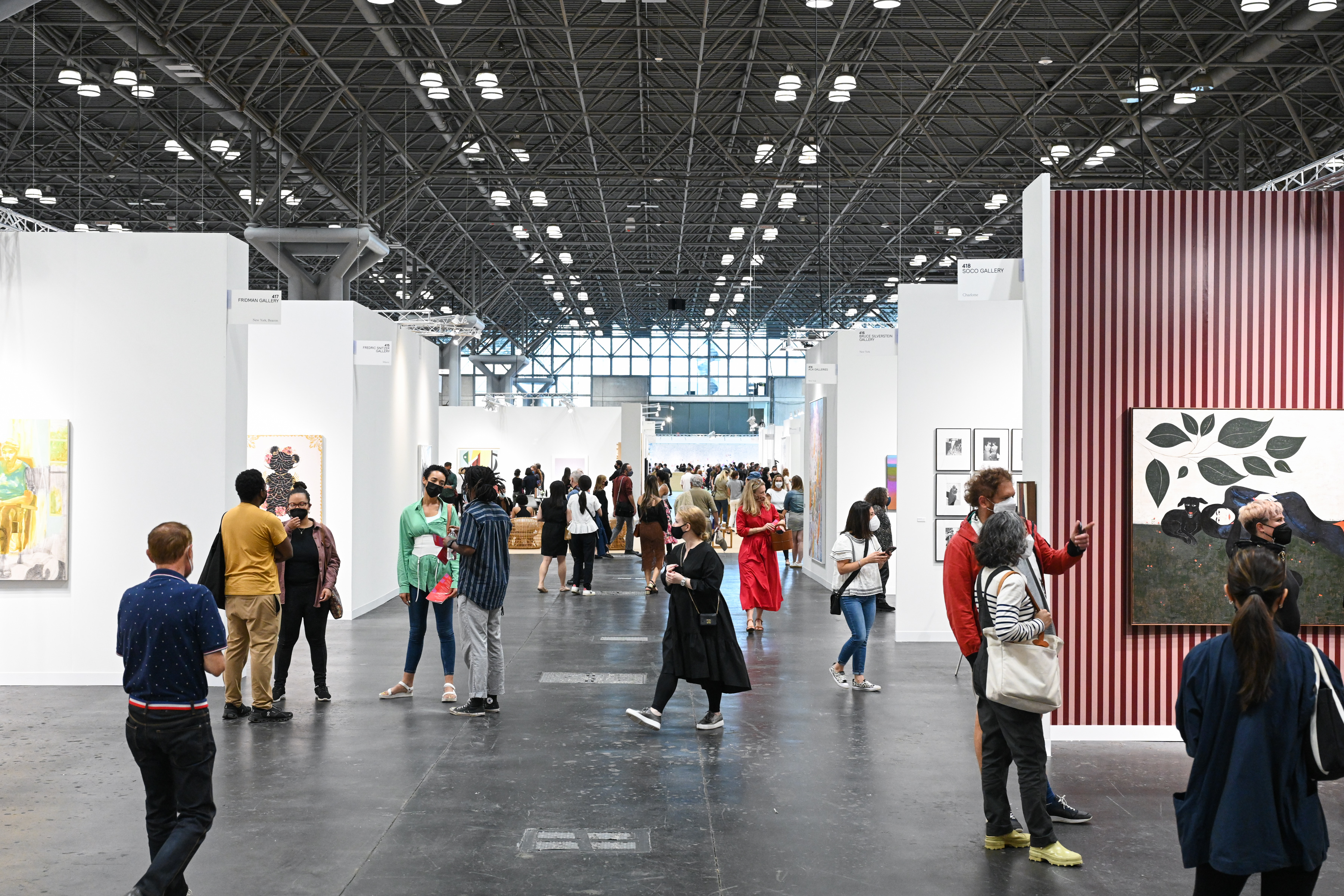
The Armory Show 2021
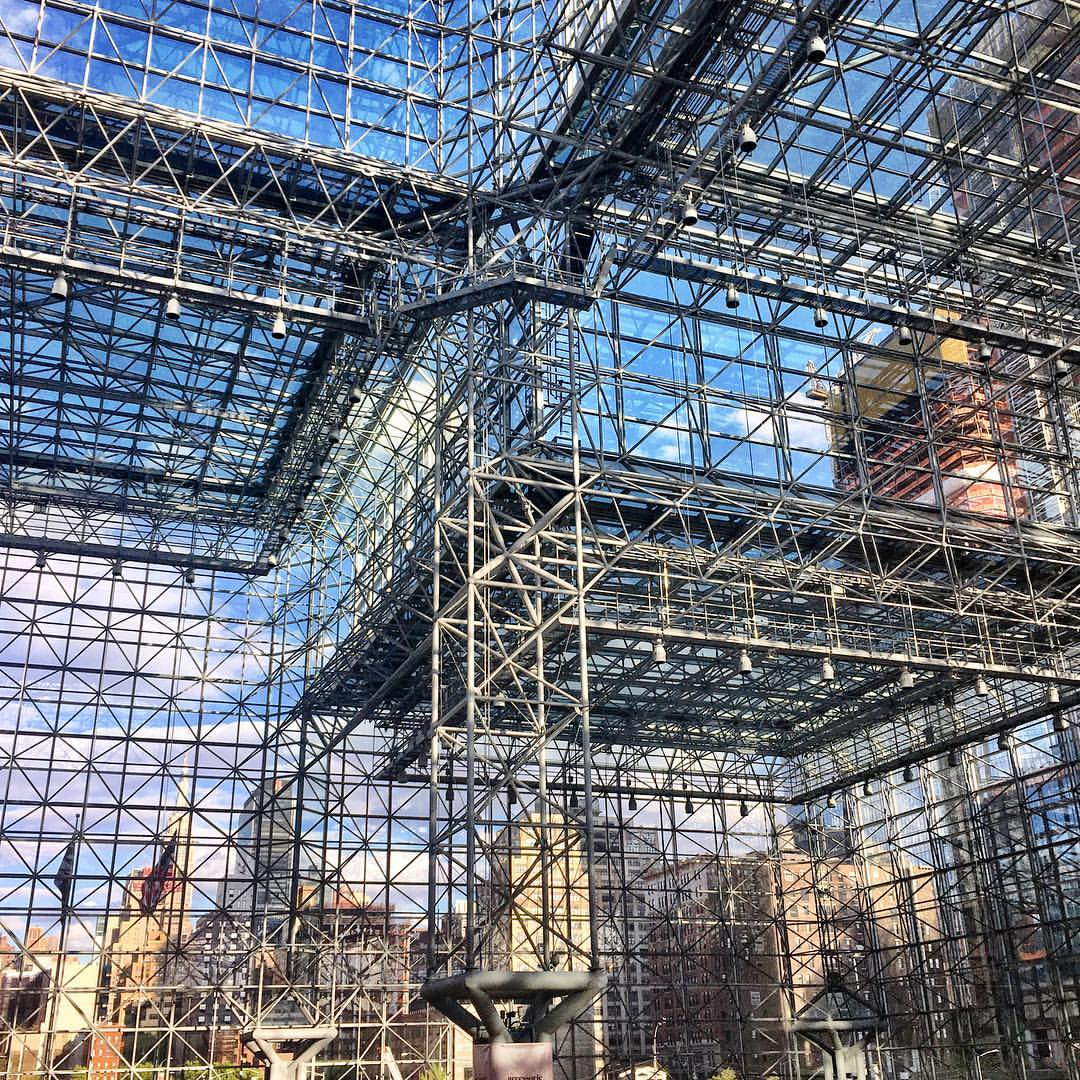
Innenansicht der Fachwerkkonstruktion
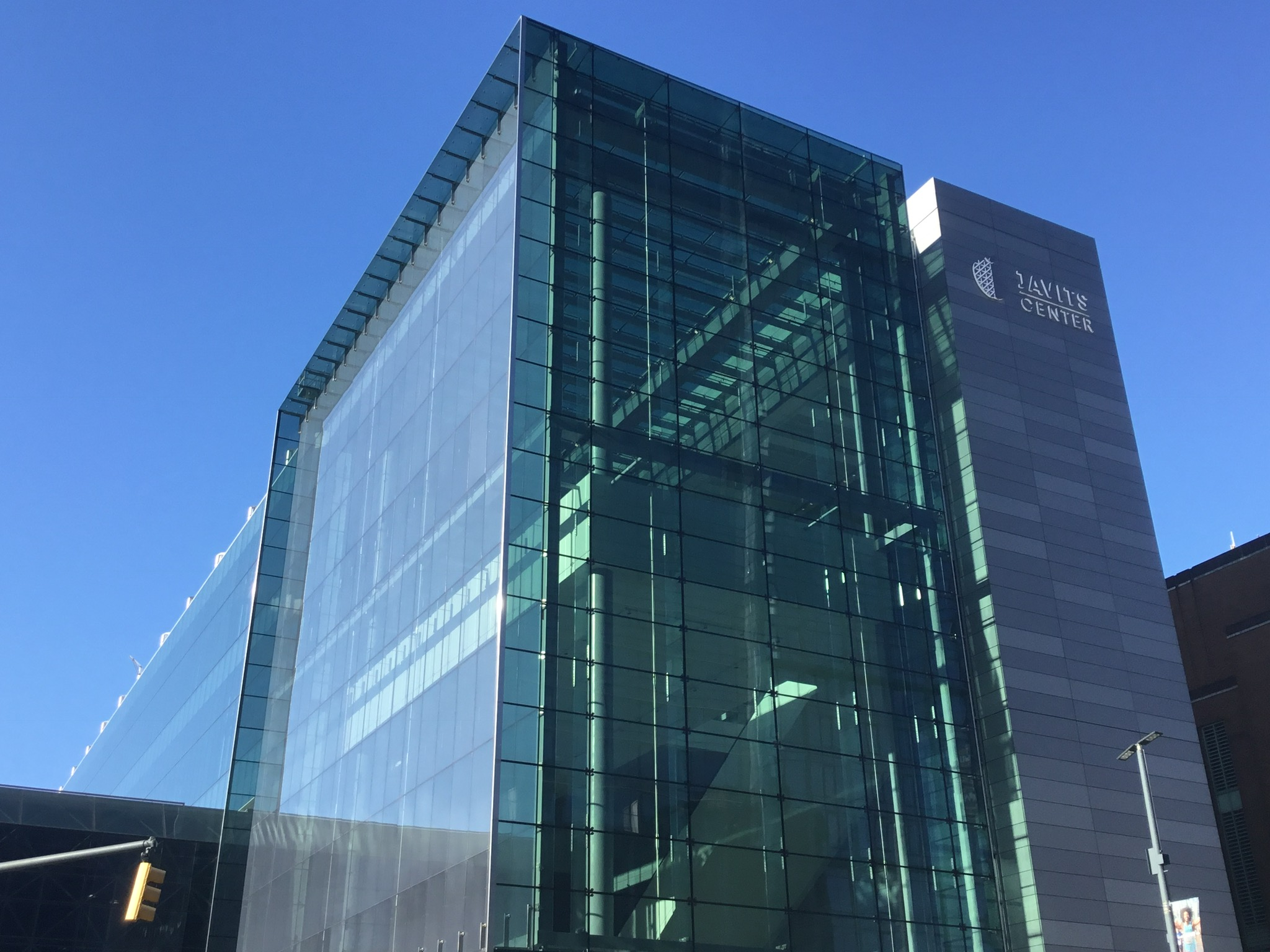
Teilansicht des Erweiterungsbaus
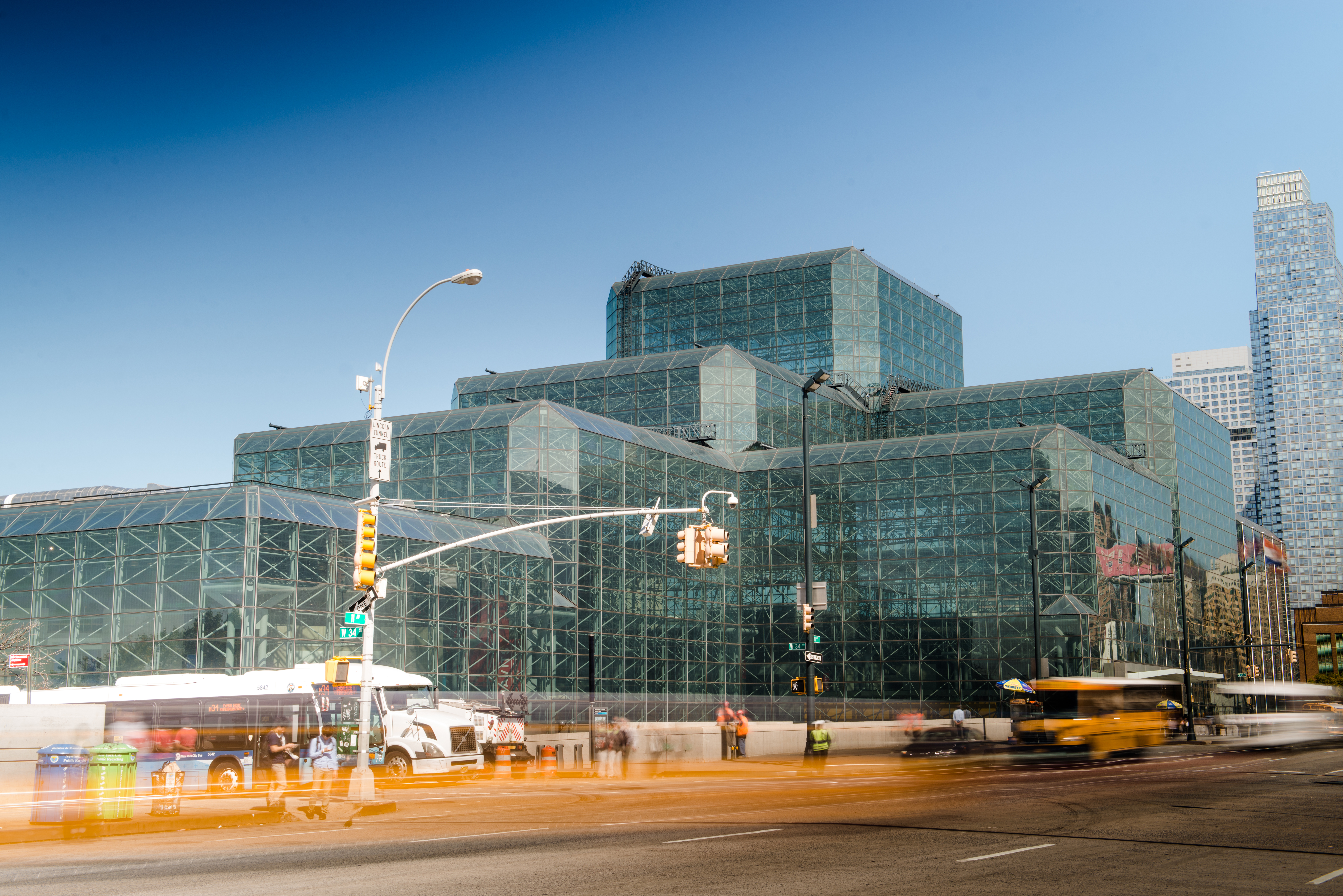
Ansicht von Süden
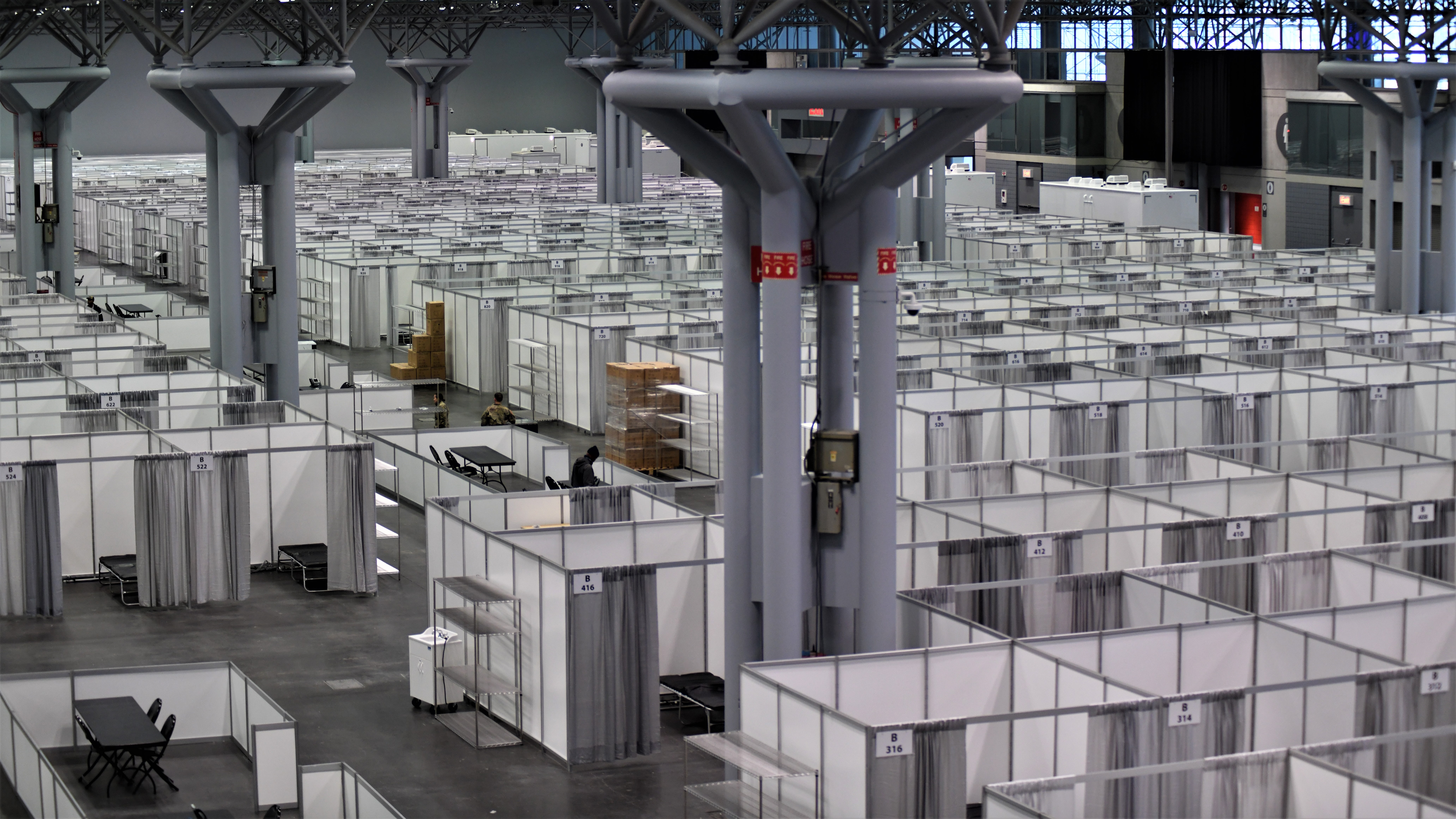
Das Covid-19-Feldlazarett im Jahr 2020